# Laville DI-4
Laville DI-4 (rusko Лавиль ДИ-4) je bil prototipni dvosedežni lovec, ki so ga razvili v Sovjetski zvezi v 1930ih. Zasnoval ga je francoski inženir Henri Laville, kar je vidno tudi v podobnosti s francoskimi letali tistega časa. DI-4 je imel visoko nameščeno galebje krilo. Letalo ni vstopilo v serijsko proizvodnjo. Sovjetska zveza tudi ni nameravala kupiti motorja Curtiss V-1570.

## Specifikacije (DI-4)
Podatki iz Shavrov 1985
Splošne karakteristike
- Posadka: 2
- Dolžina: 8,5 m (27 ft 11 in)
- Razpon kril: 13,3 m (43 ft 8 in)
- Višina:  ()
- Površina kril: 23,9 m² (257,3 ft²)
- Teža praznega letala: 1448 kg (3192 lb)
- Naložena teža: 1949 kg (4297 lb)
- Pogon letala: 1 ×  12-valjni V-motor Curtiss V-1570 Conqueror, 448 kW (600 KM)

 Zmogljivost 
- Maks. hitrost: 266 km/h (144 vozlov, 165 mph)
- Doseg: 500 km (270 nm, 311 milj)
- Višina leta: 6440 m (21129 ft)
- Obremenitev kril: 82 kg/m² (17 lb/ft²)
- Razmerje moč/teža: 230 W/kg (,14 KM/lb)
- Čas do višine: 17 minut do 5000 m (16400 ft)

Oborožitev

- 2× 7,62 mm (0.3 in) sinhronizirani PV-1 strojnici
- 2x 7,62 mm (0.3 in) Degtjarjov strojnici